# Radkovice u Budče
Pour les articles homonymes, voir Radkovice.
Radkovice u Budče (en allemand : Radkowitz) est une commune du district de Třebíč, dans la région de Vysočina, en République tchèque. Sa population s'élevait à 156 habitants en 2024.

## Géographie
Radkovice u Budče se trouve à 14 km au nord-nord-est de Jemnice, à 24 km au sud-ouest de Třebíč, à 35 km au sud de Jihlava et à 141,5 km au sud-est de Prague.
La commune est limitée par Krasonice au nord, par Meziříčko au nord-est, par Štěpkov à l'est et au sud-est, par Lomy au sud-ouest et par Knínice à l'ouest.

## Histoire
La première mention écrite de la localité date de 1310.

## Transports
Par la route, Radkovice u Budče se trouve à 12 km de Jemnice, à 31 km de Třebíč, à 41,5 km de Jihlava et à 173 km de Prague.